# Большаково
Большако́во (рос. Большаково) — село у складі Красночикойського району Забайкальського краю, Росія. Входить до складу Коротковського сільського поселення.

## Населення
Населення — 125 осіб (2010; 127 у 2002).
Національний склад (станом на 2002 рік):
- росіяни — 100 %